# Cytisophyllum sessilifolium
Genre
Espèce
Synonymes
- Cytisus sessilifolius L.[3]

Cytisophyllum sessilifolium, le cytise à feuilles sessiles, est une espèce de plantes à fleurs dicotylédones de la famille des Fabaceae, sous-famille des Faboideae, originaire d'Europe occidentale. C'est l'unique espèce acceptée du genre Cytisophyllum (genre monotypique).
Ce sont des arbustes ou arbrisseaux d'environ 2 m de haut, aux feuilles trifoliées et aux fleurs jaunes papilionacées.

## Liens externes

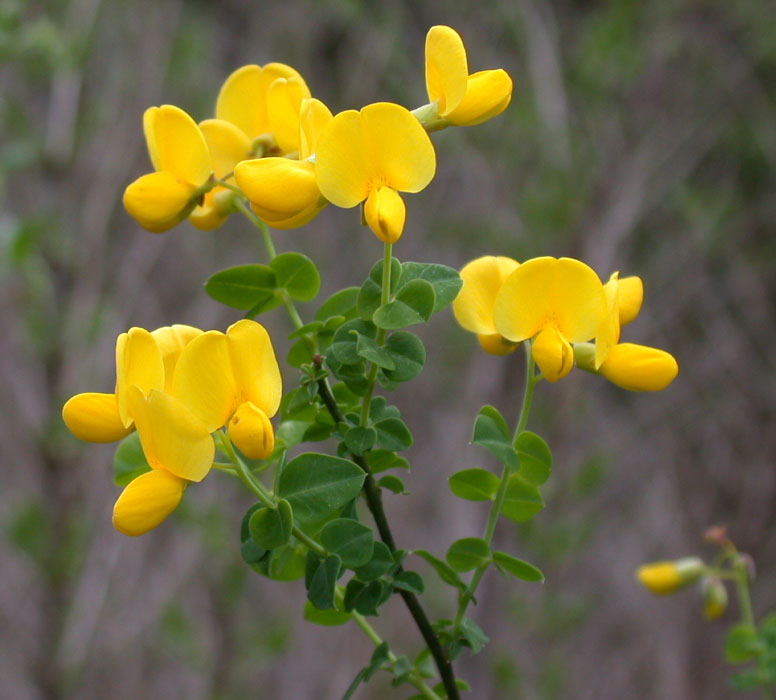
Fleurs

## Noms vernaculaires
- Cytise à feuilles sessiles, cytisophylle à feuilles sessiles[4], genêt d'Italie[5].

## Description
Les feuilles des rameaux florifères sont sessiles, elles sont directement implantées sur la tige sans pétiole, celles inférieures et des rameaux stériles sont pétiolées. Elles sont glabres, divisées en trois folioles. Les fleurs forment des grappes jaunes.

## Caractéristiques
- Floraison : avril à juillet
- Altitude : maximum à 1 200 mètres
- Hauteur d'un pied : 0,5 à 2 m
- Fleur : 12 à 14 mm

## Aire de répartition
Le cytise à feuilles sessiles affectionne les bois clairs et les coteaux bien exposés (adrets). Il est très fréquent dans la région des Alpes-de-Haute-Provence. On le rencontre dans les régions méditerranéennes en France, en Italie et en Espagne.

## Synonyme
- Cytisus sessilifolius L.